# Der Zauberer und die Banditen
Der Zauberer und die Banditen (jap. 少年猿飛佐助, Shōnen Sarutobi Sasuke) oder auch Magic Boy – Der magische Junge ist ein japanischer Anime-Film aus dem Jahr 1959. Er entstand unter der Regie von Taiji Yabushita und wurde von Tōei Animation produziert.

## Handlung
Der Junge Sasuke lebt mit seiner älteren Schwester, in Freundschaft mit dem Rehkitz Ricky, Koro dem Bären, dem Affen Kiki und weiteren Tieren, friedlich in einem Wald im mittelalterlichen Japan. Diese Idylle wird jedoch von der bösen Hexe Yaksha jäh gestört. Sie hat sich mit Gonkuro, dem Räuberhauptmann, zusammengetan und bedroht den Frieden des Landes. Nach einem verlorenen Kampf gegen sie, beschließt Sasuke das Zauberhandwerk zu lernen, um die Hexe zu besiegen, und macht sich auf seinen abenteuerlichen Weg. Bald darauf trifft er einen alten, als Einsiedler getarnten, Zaubermeister, bei dem er in drei Jahren hartem Training die Magie erlernt. Prinz Yukimura, der währenddessen die Räuberbande verfolgt, weil diese mehrere Dörfer gebrandschatzt haben, kommt an der Hütte von Sasukes Schwester vorbei und verliebt sich in sie. Kurz darauf erfahren die Banditen von dem Aufenthalt Yukimuras bei ihr, und brennen auch ihre Hütte nieder. Sasukes Schwester gelingt jedoch mit Hilfe der Tiere die Flucht in den Wald, wo sie sich vorerst versteckt hält. Nachdem Sasuke genug gelernt hat, um gegen die Hexe anzutreten, macht er sich auf den Weg nach Hause. Dort angekommen erfährt er was passiert ist und schließt sich mit dem Prinzen zusammen, um gemeinsam gegen Yaksha und die Räuberbande anzutreten. Nach einem erbitterten Kampf besiegen sie letztendlich die Hexe und Sasuke darf von nun an am Hof Yukimuras dienen.

## Synchronisation
Die deutsche Synchronfassung aus dem Jahr 1961 entstand beim MGM Synchronisations-Atelier in Berlin.
| Rolle                   | Deutscher Sprecher |
| ----------------------- | ------------------ |
| Prinz Yukimura Sanada   | Eckart Dux         |
| Oyû                     | Marianne Lutz      |
| Sarutobi Sasuke         | Helo Gutschwager   |
| Okei-chan               | Michele Heine      |
| Tozawa Hakuun           | Konrad Wagner      |
| Omon Yayamata           | –                  |
| Miyoshi                 | Paul Dahlke        |
| Räuberhauptmann Gonkurô | Eduard Wandrey     |
| Räuber                  | Erich Fiedler      |

## Hintergründe
Das Titellied Magic Boy ist in der deutschen Fassung in englischer Sprache zu hören, der Rest der Lieder im Film – das Lied der Räuber, das der Hexe usw. – wurde im japanischen Original belassen. Die deutsche Fassung von 1961 ist mit bekannten Synchronstimmen der damaligen Zeit besetzt, und abgesehen von altersgemäßen Mängeln in der Tonqualität, hervorragend gelungen.
Weitere Titel des Films für den englischen Markt lauteten Magic Boy sowie The Adventures of the little Samurai.

## Kritiken
„Trotz mancher Schreckbilder kindgerecht humorvoll. Die formale Leistung spricht auch Erwachsene an.“

## Vermarktung
Der Film wurde 1961 zum ersten Mal in deutschen Kinos aufgeführt und stellt damit auch gleichzeitig den ersten Anime-Film dar, der in Deutschland gezeigt wurde. Im deutschen Fernsehen war er häufig im Vorweihnachtsprogramm und im Rahmen ähnlicher Feiertage zu sehen. Der Zauberer und die Banditen erschien am 15. Februar 2010 erstmals auf DVD.